# El niño de la luna
El niño de la luna és una pel·lícula espanyola que barreja el drama amb el gènere fantàstic, dirigida i protagonitzada per Agustí Villaronga en 1989.

## Sinopsi
Des de temps remots, a l'Àfrica Negra, una tribu espera l'arribada del seu Déu, encarnat en un nen blanc, el Fill de la Lluna.
David, un nen orfe que viu a l'Europa de guerres, coneix una profecia que parla sobre l'espera d'una tribu africana de l'arribada del seu Déu encarnat en un nen blanc fill de la lluna. En la seva ment creu la idea que aquest nen és ell mateix i ha de complir la seva destinació. Una organització científica adopta a David fins que ell descobreix que l'organització pretén canalitzar l'energia lunar en un nounat, el qual David veu com un usurpador. Dues dones seran les que l'ajudaran a complir la seva destinació. L'amor, l'aventura, el sobrenatural, fins i tot la mort entraran a formar part de la vida del nen.

## Repartiment
- Maribel Martín - Victoria
- Lisa Gerrard - Georgina
- Enrique Saldaña - David
- Lucia Bosé - Directora
- David Sust - Edgar
- Mary Carrillo - Anciana carbonera
- Günter Meisner - Avi militar
- Heidi Ben Amar - Mid-e-mid
- Lydia Azzopardi - Àvia mora
- Jack Birkett - Invàlid
- Lluís Homar - Home 1 cabanya
- Albert Dueso - Home 2 cabanya
- Joaquim Cardona - Director Orfenat
- Lydia Zimmermann - Cuidadora Centre

## Palmarès cinematogràfic
IV Premis Goya
| Categoria                        | Persona                                                                     | Resultat   |
| -------------------------------- | --------------------------------------------------------------------------- | ---------- |
| Millor director                  | Agustí Villaronga                                                           | Candidat   |
| Millor direcció artística        | Francesc Candini i Puig                                                     | Candidat   |
| Millor direcció de producció     | Adolfo Cora Chihab Gharbi Francisco Villar Jaime Fernández-Cid Selma Beccar | Candidat   |
| Millor vestuari                  | Isidre Prunés Montse Amenós i García                                        | Guanyadors |
| Millor direcció de fotografia    | Jaume Peracaula i Roura                                                     | Candidat   |
| Millor maquillatge i perruqueria | José Antonio Sánchez Paquita Núñez                                          | Guanyadors |
| Millor muntatge                  | Raúl Román                                                                  | Candidat   |
| Millor pel·lícula                |                                                                             | Candidata  |
| Millors efectes especials        | Ángel Alonso Basilio Cortijo Emilio Ruiz del Río Reyes Abades               | Candidats  |
| Millor guió original             | Agustí Villaronga                                                           | Guanyador  |

Premis Sant Jordi de Cinematografia
| Categoria         | Resultat   |
| ----------------- | ---------- |
| Millor pel·lícula | Guanyadora |

Fotogramas de Plata
| Premio | Categoria                   | Resultat   |
| ------ | --------------------------- | ---------- |
| 1989   | Millor pel·lícula espanyola | Guanyadora |

42è Festival Internacional de Cinema de Canes
| Premio            | Categoria  | Resultat  |
| ----------------- | ---------- | --------- |
| Festival de Canes | Palma d'Or | Candidata |